# 心叶露珠草
心叶露珠草（学名：Circaea cordata），又名露珠草，为柳叶菜科露珠草属下的一个种。种名cordata意为心形的。